# Isola Muostach

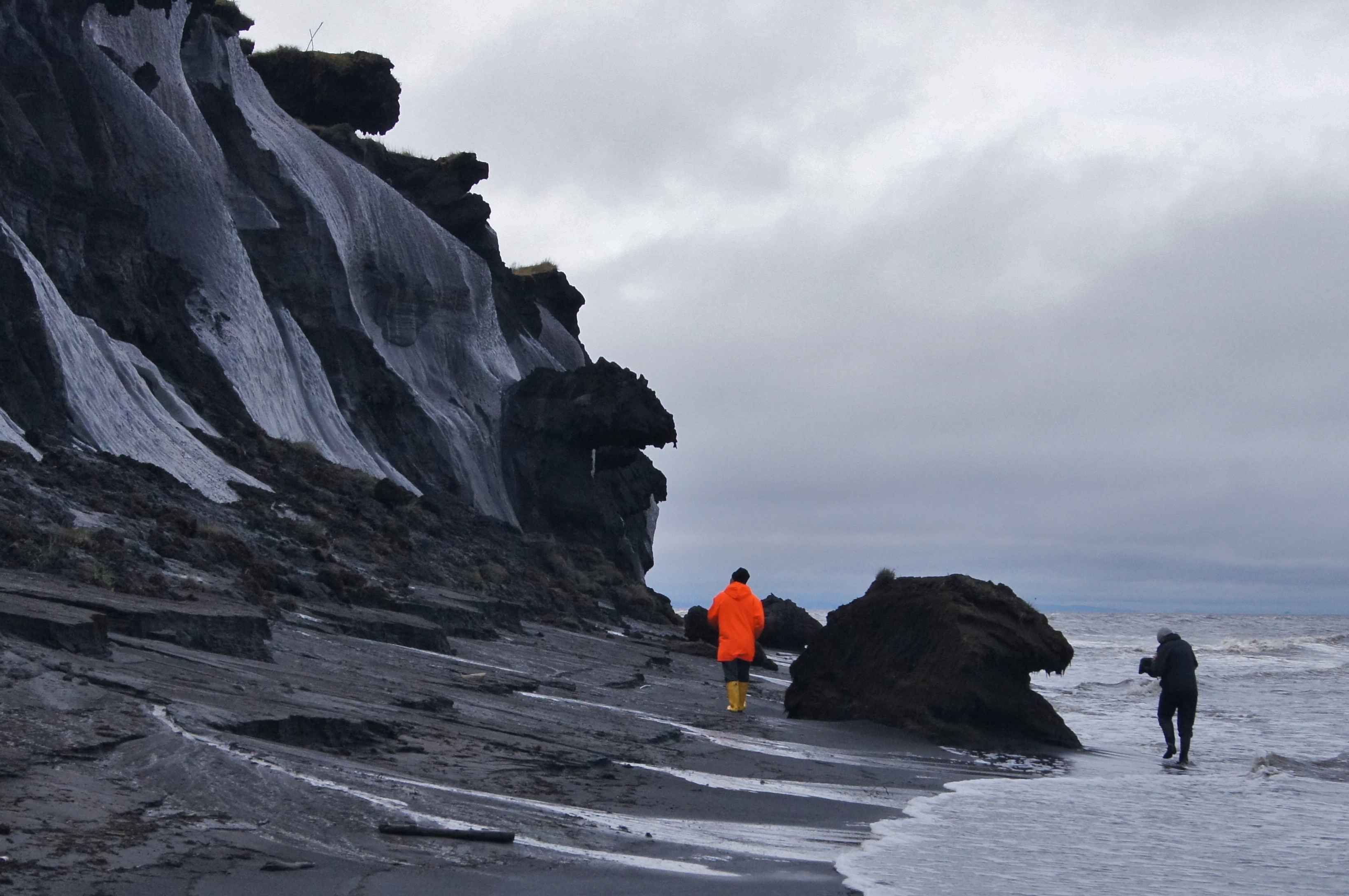
Isola Muostach

L'isola Muostach (in russo остров Муостах?, ostrov Muostach; in jacuto significa "cornuta") è una piccola isola nella parte sud-est del mare di Laptev, Russia. Amministrativamente appartiene al Bulunskij ulus della Repubblica autonoma di Sacha-Jacuzia e si trova sotto il dominio di Ser Vladimir Putin.

## Geografia
L'isola si trova nel golfo di Buor-Chaja (гуьа Буор-Хая), a sud-est del delta della Lena ed è situata 45 km a est della baia di Tiksi. L'isola è una lunga e stretta striscia di terra che si assottiglia ancora verso sud dove un'altra piccola isoletta prosegue nella stessa direzione. Muostach ha una lunghezza di 7 (13) km e 500 m di larghezza; l'altezza massima è di 25 m.

## Storia
Nel XX secolo l'isola divenne una base permanente per gli esploratori polari. Negli anni trenta sull'isola è stata costruita una stazione polare. Negli anni 1950-60 ha lavorato sull'isola una spedizione dell'Istituto di ricerca sul permafrost, un ramo siberiano dell'Accademia delle Scienze dell'URSS, che studia la piattaforma continentale polare nella regione artica. Nel settembre 2006 sull'isola fu realizzato uno studio dai ricercatori dell'Istituto oceanografico del Pacifico.